# Kalliojärvi (sjö i Norra Karelen, lat 63,18, long 28,98)
Kalliojärvi är en sjö i Finland. Den ligger i kommunen Juga i landskapet Norra Karelen, i den centrala delen av landet, 400 km nordost om huvudstaden Helsingfors. Kalliojärvi ligger 180,3 meter över havet. Den är 28,3 meter djup. Arean är 1,13 kvadratkilometer och strandlinjen är 11,45 kilometer lång. Sjön  ingår i Vuoksens huvudavrinningsområde. 